# Бюргендю ОПХ
Бюргендю ОПХ (кирг. Бүргөндү ОПХ) — село в Кадамжайском районе Баткенской области Кыргызстана. Входит в состав айылного аймака Молдо Нияз.

## География
Село расположено в восточной части области, на берегу Бюргендюнского Магистрального канала, вблизи государственной границы с Узбекистаном, на расстоянии приблизительно 54 километров (по прямой) к северо-западу от города Кадамжай, административного центра района.

## Население
Согласно оценочным данным Национального статистического комитета Кыргызской Республики, численность населения села на начало 2023 года составляла 474 человека.
| год     | 2009 | 2014 | 2015 | 2020 | 2021 | 2023 |
| ------- | ---- | ---- | ---- | ---- | ---- | ---- |
| человек | 421  | 628  | 468  | 455  | 460  | 474  |